# 欧洲E44公路
欧洲E44公路（E44）是欧洲的一条国际公路，起点为法国勒阿弗尔，经过卢森堡，终点为德国 吉森，全长约780公里。

## 线路
欧洲E44公路穿过以下主要城市：

- 法国：勒阿弗尔 - 亚眠 - 沙勒维尔-梅济耶尔
- 卢森堡：卢森堡市
- 德国：特里尔 - 科布伦茨 - 韦茨拉尔 - 吉森